# DNA 연결효소
DNA 연결효소(영어: DNA ligase) (EC 6.5.1.1)는 포스포다이에스터 결합을 형성하는 반응을 촉매하여 두 DNA 가닥을 연결시키는 연결효소이다. DNA 리게이스, DNA 라이게이스라고도 한다. DNA 연결효소는 살아있는 생명체의 이중 가닥 DNA에서 단일 가닥의 파괴를 복구하는 역할을 하지만 일부 형태(예: DNA 연결효소 IV)는 이중 가닥의 파괴(즉, 상보적인 두 DNA 가닥의 파괴)를 특이적으로 복구할 수 있다. 단일 가닥의 파괴는 이중 나선의 상보적인 가닥을 주형으로 사용하여 DNA 연결효소에 의해 복구되며, DNA 연결효소는 DNA를 완전히 복구하기 위해 마지막에 포스포다이에스터 결합을 형성한다.

## 같이 보기
- DNA 복구